# ایندیپندنس (کشتی کروز)
ایندیپندنس (کشتی کروز) (به انگلیسی: Independence (cruise ship)) یک کشتی است که طول آن ۱۹۴٫۷ فوت (۵۹٫۳ متر) می‌باشد. این کشتی در سال ۲۰۱۰ ساخته شد.